# Bitka kod Waterberga
Bitka kod Waterberga dogodila se 11. kolovoza 1904., na visoravni Waterberg u Namibiji (današnji Nacionalni park Waterberg) tijekom rata između Nijemaca i Bantu naroda Herero.
Njemački general pukovnik Lothar von Trotha, bio je zapovjednik postrojbi u koloniji Njemačka Jugozapadna Afrika, a na čelu Herera bio je Samuel Maharero.
Gotovo dvije trećine stanovništva Herero izgubili su živote, a oko tisuću njih pobjegli su u Bečuanu (sada Bocvana), gdje su dobili azil. Grobovi njemačkih vojnika koji su ovdje izgubili živote, još uvijek se mogu vidjeti u podnožju parka. Ubijeno je 26 njemačkih vojnika.
Procjenjuje se da je Herera u Namibiji oko 1900. godine bilo oko 80,000, ali im je broj 1905. godine spao na svega oko 16,000 u Namibiji, a oko 75% bilo je istrebljeno do 1911. Do istrebljenja dolazi nakon ustanka 1904. protiv njemačkog kolonijalizma, kada je na njih udario general Lothar von Trotha. Oko 15,000 Herera odvedeno je u pustinju Kalahari i ostavljeno, da gladuju. To je bio prvi genocid 20. stoljeća.
Njemačka je uputila oprost prilikom 100. godišnjice masakra.